# Ronin (Raumschiff Enterprise – Das nächste Jahrhundert)
Ronin (Originaltitel: Sub Rosa) ist die 14. Folge der siebenten Staffel der US-amerikanischen Science-Fiction-Fernsehserie Raumschiff Enterprise – Das nächste Jahrhundert. Sie wurde in den Vereinigten Staaten über Syndication vermarktet und erstmals am 31. Januar 1994 auf verschiedenen Fernsehsendern ausgestrahlt. In Deutschland war sie zum ersten Mal am 4. Juli 1994 in einer synchronisierten Fassung auf Sat.1 zu sehen.

## Handlung
Im Jahr 2370 fliegt die Enterprise zum Planeten Caldos, wo eine Kolonie nach dem Vorbild des alten Schottland errichtet wurde. Hier nimmt Schiffsärztin Beverly Crusher Abschied von ihrer Großmutter Felisa Howard, die im Alter von 100 Jahren verstorben ist. Auf der Beerdigung fällt ihr ein geheimnisvoller Mann auf, der eine einzelne Kamelie auf den Sarg legt. Auf Wunsch von Gouverneur Maturin verlängert Captain Picard den Aufenthalt, um das inzwischen fast 100 Jahre alte Wetterkontrollsystem der Kolonie zu reparieren. Crusher hat dadurch genug Zeit, den Nachlass ihrer Großmutter durchzusehen.
Sie geht in das Haus ihrer Großmutter und vertieft sich in das Studium ihrer Tagebücher, als sie plötzlich das Eintreten eines Mannes bemerkt. Er stellt sich als Ned Quint vor und behauptet, sich um das Haus gekümmert zu haben. Crusher ist verwundert darüber, dass ihre Großmutter ihn nie erwähnt hat. Zudem macht Quint einen sehr verschrobenen und unfreundlichen Eindruck. Als er ihr rät, das Haus zu verlassen, weil es verflucht sei, und darauf besteht, eine alte Lampe zu zerstören, schickt sie ihn fort. Sie nimmt die Tagebücher und die Lampe mit auf die Enterprise und berichtet Picard von einer interessanten Entdeckung: Ihre Großmutter hatte laut ihren Tagebüchern einen fast 70 Jahre jüngeren Liebhaber und Crusher vermutet, dass dies der geheimnisvolle Mann auf der Beerdigung war. Als sie sich zu Bett begibt, flackert die Lampe für einen kurzen Moment auf. Daraufhin verspürt sie eine Berührung und hört eine Stimme, die ihren Namen ruft.
Auf der Enterprise werden unterdessen unerklärliche Fehlfunktionen des Wetterkontrollsystems von Caldos festgestellt, die dafür sorgen, dass sich mächtige Stürme zusammenbrauen. Um dem entgegenzuwirken, wird die Wetterkontrolle von der Enterprise aus über einen Transferstrahl mit Energie versorgt. Crusher kehrt in die Kolonie zurück und trifft dort auf dem Friedhof auf Quint. Sie möchte sich gern mit ihm versöhnen, doch er lehnt eine Einladung in das Haus ihrer Großmutter ab. Er warnt sie, auf keinen Fall die Lampe anzuzünden, da sie sonst den Geist freilässt. Als ein Sturm aufzieht, hält Quint dies für das Werk des Geistes. Crusher flüchtet sich ins Haus. Als sie es betritt, findet sie zu ihrem Erstaunen überall Blumen vor. Für einen kurzen Moment erblickt sie im Spiegel das Gesicht des fremden Mannes, doch er ist nirgends im Zimmer zu sehen. Kurz darauf hört sie erneut seine Stimme, die ihren Namen ruft. Er behauptet, er würde sie lieben, wie schon zuvor ihre Großmutter. Er stellt sich als ein unsterbliches Wesen namens Ronin vor, das 1647 auf der Erde in Glasgow geboren wurde. Dort ging er eine Beziehung mit einer Frau namens Jessel Howard ein. Als sie starb, blieb er bei ihrer Tochter und dann bei deren Tochter, bis er schließlich mit Felisa Howard nach Caldos gelangte. Ronin verspricht Crusher, dass sie nun eins werden würden, woraufhin sie eine seltsame Euphorie verspürt.
Zurück auf der Enterprise erzählt Crusher Schiffsberaterin Deanna Troi von ihrer Begegnung mit Ronin, ohne jedoch dessen scheinbar übernatürliche Herkunft zu erwähnen. Die Fehlfunktionen des Wetterkontrollsystems weiten sich unterdessen auf das Schiff aus und auf der Brücke bildet sich Nebel. Auf dem Planeten stellen Chefingenieur La Forge und der zweite Offizier Data fest, dass sich Quint an der Energieversorgung der Wetterkontrolle zu schaffen macht. Sie wollen ihn daran hindern, doch er lässt sich nicht aufhalten. Plötzlich wird er von einer grünen Energieentladung getroffen und fällt tot um. Crushers Untersuchung ergibt, dass er nicht von der Entladung getötet wurde, sondern von einem seltsamen Energierückstand. Data vermutet, dass dieser auch für die Fehlfunktionen verantwortlich ist, und scannt die Kolonie nach vergleichbaren Signaturen.
Im Haus ihrer Großmutter ruft Crusher Ronin und will wissen, ob er für den Tod von Quint verantwortlich ist. Er weicht ihrer Frage aus und meint, es gäbe ein dringenderes Thema. Er möchte, dass sie die Lampe anzündet, denn in dieser lebt er und aus ihr bezieht er seine Kraft. Die Lampe befindet sich auf der Enterprise. Crusher kehrt umgehend aufs Schiff zurück und erfüllt Ronins Wunsch. Nun ist er in der Lage, sich mit ihr zu vereinigen. Völlig unerwartet quittiert Crusher daraufhin ihren Dienst bei der Sternenflotte und beschließt, im Haus ihrer Großmutter zu bleiben. Picard versucht sie umzustimmen, doch sie bleibt bei ihrer Entscheidung.
Picard berät sich mit Troi über Crushers Bekanntschaft mit Ronin und sie finden, dass er einen besorgniserregenden Einfluss auf sie hat. Data und La Forge identifizieren inzwischen auf dem Friedhof von Caldos einen Energierückstand, der zu den Messwerten von Quints Leiche passt. Sie wollen dies vor Ort näher untersuchen, während Picard Crusher einen Besuch abstattet. Er trifft sie zunächst allein an, doch dann kommt Ronin ins Zimmer. Picard fängt an, ihm unangenehme Fragen zu stellen. Er vermutet, dass niemand in der Kolonie Ronin kennt und sich keine Aufzeichnungen über seine Ankunft auf dem Planeten finden lassen. Data und La Forge informieren Picard, dass sie Felisa Howards Grab als die Quelle des Energierückstands ausgemacht haben. Mit Maturins Genehmigung wird sie exhumiert. Ronin protestiert dagegen. Er streckt Picard nieder, legt seine körperliche Gestalt ab und begibt sich zum Friedhof. Crusher versorgt den bewusstlosen Picard und folgt dann Ronin.
Auf dem Friedhof untersuchen Data und La Forge Felisa Howards Sarg und ihren Leichnam. Plötzlich erwacht die Tote und streckt die beiden durch Energieentladungen nieder. Crusher kommt zu spät, um dies zu verhindern. Sie verlangt von Ronin, den Körper ihrer Großmutter zu verlassen, damit sie endlich in Frieden ruhen kann. Ronin rechtfertigt sich damit, dass er nur mit ihr zusammen sein wolle, doch Data und La Forge hätten dies verhindern wollen. Crusher verliert nun aber jedes Vertrauen in ihn. Sie gelangt zu der Erkenntnis, dass er kein übernatürlicher Geist ist, sondern eine anaphasische Lebensform, die ihre Vorfahrinnen als Wirte genutzt hat. Die Lampe ist der Schlüssel, um eine Vereinigung zu ermöglichen. Sie nimmt La Forges Phaser und zerstört damit die Lampe. Ronin hat nun keine Zuflucht mehr außer Crushers Körper. Er kommt auf sie zu, um sich mit ihr zu vereinigen. Sie schießt erneut, woraufhin er sich endgültig auflöst. Der jahrhundertelange Fluch von Crushers Familie hat damit ein Ende und auch die Fehlfunktionen des Wetterkontrollsystems auf Caldos hören auf. Eine erneute Lektüre von Felisa Howards Tagebüchern bringt Crusher zum Nachdenken, denn trotz allem scheint sie mit Ronin sehr glücklich gewesen zu sein.

## Besonderheiten

### Verbindungen zu anderen Star-Trek-Produktionen
Dass Beverly Crushers Großmutter eine Expertin auf dem Gebiet der pflanzlichen Heilkunde war, wurde bereits in Folge 1.21 (Die Waffenhändler) von Raumschiff Enterprise – Das nächste Jahrhundert aus dem Jahr 1988 etabliert.
In der animierten Serie Star Trek: Lower Decks gibt es in mehreren Folgen Anspielungen auf Ronin und seine Lampe.

### Sonstiges
In Deutschland wurde Ronin bei der Erstausstrahlung außerhalb der eigentlichen Episodenreihenfolge gezeigt. Die Ausstrahlung erfolgte am 4. Juli 1994 und damit zwischen den Folgen 7.07 (Ort der Finsternis) und 7.09 (Die Raumkatastrophe).

## Produktion

### Drehbuch
Der Arbeitstitel der Folge lautete Passions.
Die Folge geht auf eine Idee von Jeanna F. Gallo zurück. Gallo war keine professionelle Drehbuchautorin, sondern seit ihrer Kindheit ein Fan von Star Trek. Sie gehörte Ende der 1960er Jahre zu den Leuten, die Briefe an den Fernsehsender NBC schickten, um die Absetzung der Originalserie Raumschiff Enterprise zu verhindern. Später schrieb sie Fan-Fiction-Geschichten für Fanzines. Durch ihre Bekanntschaft mit der Autorin und Produzentin Jeri Taylor konnte sie 1993 einen Drehbuchentwurf für eine Folge von Raumschiff Enterprise – Das nächste Jahrhundert einreichen. Ihre Geschichte wurde von Taylor noch stark überarbietet und von Brannon Braga zu einem Drehbuch ausformuliert. In den Credits ist Gallo unter der recht unüblichen Formulierung „based on material by“ („basierend auf Material von“) aufgeführt. Gallo schrieb später noch einen Drehbuchentwurf für eine Folge von Star Trek: Raumschiff Voyager, in der es um Dinosaurier von der Erde ging. Die Grundidee wurde in der Folge 3.23 (Herkunft aus der Ferne) wieder aufgegriffen, Gallo blieb hier aber in den Credits unerwähnt. Da abgesehen von ihren Beiträgen zu Star Trek über Gallo kaum etwas bekannt ist, kam es anfänglich zu Spekulationen, dass sie gar keine echte Person sei, sondern vielmehr ein Pseudonym der Schriftstellerin Anne Rice. Grund für diese Vermutung war eine gewisse Ähnlichkeit der Handlung von Ronin zu Rices Roman Hexenstunde (Originaltitel: The Witching Hour). Dies wurde jedoch mehrfach bestritten, zum einen in einer mutmaßlich von Gallo selbst verfassten Stellungnahme in der Internet Movie Database, zum anderen von Jeri Taylor und Brannon Braga, die Ronin als eine Hommage an den Film Schloß des Schreckens von 1961 geplant und mit allen möglichen Geister-Klischees angereichert hatten.
Ned Quint und Jessel Howard sind nach den Figuren Peter Quint und Miss Jessel auf Schloss des Schreckens benannt. Felisa Howard ist nach Brannon Bragas Großmutter benannt, die kurz vor seiner Arbeit am Drehbuch dieser Folge verstorben war.

### Darsteller
Michael Keenan, Darsteller von Maturin, spielte auch König Hrothgar in Folge 1.12 (Helden und Dämonen) von Star Trek: Raumschiff Voyager und Patrick in zwei Folgen von Star Trek: Deep Space Nine.
Duncan Regehr, Darsteller von Ronin, spielte auch Shakaar Edon in drei Folgen von Star Trek: Deep Space Nine.

### Kulissen
Zwei der Grabsteine auf Caldos tragen die Namen Vader und McFly. Sie spielen damit auf die Figuren Darth Vader aus Star Wars und Marty McFly aus Zurück in die Zukunft an.
Die Jahreszahlen auf Felisa Howards Grabstein stimmen nicht mit ihrem in der Folge genannten Sterbealter von 100 Jahren überein. Der Grabstein gibt 2291 als ihr Geburtsjahr an, was ihr Sterbealter auf 79 Jahre reduzieren würde.
Da das Wetterkontrollsystem auf Caldos bereits fast hundert Jahre alt ist, erhielten seine Computerkonsolen das Design des späten 23. Jahrhunderts, das für die ersten sechs Star-Trek-Spielfilme entwickelt worden war.

## Rezeption
Ronin gilt unter Fans und Kritikern gleichermaßen als eine der schlechtesten Folgen von Raumschiff Enterprise – Das nächste Jahrhundert. Mit 4,9 von 10 möglichen Punkten (Stand 2019) ist es die in der Internet Movie Database am zweitschlechtesten bewertete Folge der Serie.
Keith DeCandido bewertete Ronin 2013 auf tor.com als eine eher schlechte Folge von Raumschiff Enterprise – Das nächste Jahrhundert. Er fand die Geschichte lächerlich und schlecht erzählt. Auch die meisten Darsteller spielen ihre Rollen DeCandidos Ansicht nach mit spürbarem Desinteresse. Shay Duffin spreche außerdem den schlechtesten schottischen Akzent im ganzen Star-Trek-Franchise. Lobend hob DeCandido lediglich die Schauspielleistung von Gates McFadden hervor, die als einzige ihre Rolle ernst nahm.
2016 wurde Ronin in einer Umfrage unter Fans auf einer Star-Trek-Convention in Las Vegas zur sechstschlechtesten Star-Trek-Folge gewählt.
Matthew Byrd führte Ronin 2017 auf screenrant.com in einer Liste der 15 schlechtesten Star-Trek-Folgen auf Platz 6.
James Whitbrook führte Ronin 2017 auf gizmodo.com in einer Liste der 15 sonderbarsten Folgen von Raumschiff Enterprise – Das nächste Jahrhundert auf Platz 3.
Guy Desmarais führte Ronin 2018 auf thegamer.com in einer Liste der 25 gruseligsten Star-Trek-Folgen auf Platz 23.
Michael Weyer erstellte 2018 für cbr.com eine Liste von 20 Star-Trek-Folgen, die so schlecht sind, dass man sie gesehen haben muss. Ronin führte er dabei auf Platz 9.
Joseph Walter führte Ronin 2019 auf screenrant.com in einer Liste der 10 schlechtesten Folgen von Raumschiff Enterprise – Das nächste Jahrhundert auf Platz 8.
Kayleena Pierce-Bohen erstellte 2019 für screenrant.com auf der Grundlage von IMDb-Bewertungen eine Liste der zehn schlechtesten Star-Trek-Folgen. Ronin landete dabei auf Platz 8.
John Miller erstellte 2022 für screenrant.com eine Liste der zehn schlechtesten Star-Trek-Folgen auf der Grundlage von Reddit-Diskussionen. Ronin landete dabei auf Platz 5.